# Brian Aldiss
Œuvres principales
- Croisière sans escale (1958)
- Le Monde vert (1961)
- Trilogie Helliconia (1982-1985)

Brian Aldiss, né le 18 août 1925 à Dereham dans le Norfolk en Angleterre et mort le 19 août 2017  à Oxford, est un écrivain britannique de science-fiction, d'essais et de littérature générale.

## Biographie
À l'âge de 18 ans, Brian Aldiss est enrôlé dans l'armée anglaise et expédié en Birmanie. Démobilisé en 1947, il rentre à Oxford où il trouve un travail chez un libraire dont il épouse, en 1948, la secrétaire, Olive Fortescue. Déterminé à devenir écrivain, Brian Aldiss publie The Brightfount Diaries en 1955, narrant avec humour la vie d'un employé de librairie. Le succès de ce livre lui permet d'intégrer le journal Oxford Mail, où il tient la chronique littéraire.
Il gagne ensuite un concours de nouvelles organisé par le journal The Observer qui lui permet de publier L'Espace, le Temps et Nathanaël, son premier recueil de nouvelles. La science-fiction est un moyen pour lui de développer une méditation d'ordre philosophique et d'évoquer avec une ironie qui sera une constante chez lui le désarroi et la présomption de l'homme face à un univers qui le dépasse. L'œuvre science-fictionnelle du jeune Brian Aldiss est à envisager comme un « pont » entre les thèmes de l'ancienne science-fiction, dite de l'« âge d'or » (fusées, monstres, voyage dans le temps, etc.), et la sophistication littéraire, les préoccupations pour les problèmes de société immédiats et le goût de l'ambiguïté cultivés par la new Wave, le courant moderne de la SF anglaise apparu dans les années 1960, dont il sera avec J. G. Ballard et John Brunner l'un des piliers.
Après l'échec commercial de son roman Croisière sans escale (1958), non conforme aux critères traditionnels (ce n'est qu'au fil du temps qu'il s'imposera comme un classique), Brian Aldiss va se tourner vers le marché américain et une SF plus commerciale (Équateur, L'Interprète), gardant ses meilleures idées pour ses nouvelles.
En 1960 il est élu et va rester président de la British Science Fiction Association pour un long moment. Il édite de nombreuses anthologies à succès et écrit plusieurs ouvrages qui analysent l’histoire de la science-fiction, le plus connu étant Trillion Year Spree : a History of Science Fiction (actualisation en 1986 de Billion Year Spree, paru en 1973), qui fait référence dans le monde anglo-saxon par sa façon de situer le genre science-fictionnel dans un contexte à la fois littéraire et populaire, sans jamais succomber à l'enthousiasme du fan.
En 1962, il publie Le Monde vert (paru en revue sous forme de nouvelles séparées dès 1961), une approche personnelle, baroque et suffocante du récit de science-fiction post-apocalyptique, inspirée de son expérience de la jungle en Birmanie et dans l'île de Sumatra lors de la Seconde Guerre mondiale. Ce livre remporte le prestigieux prix Hugo.
Encouragé, Brian Aldiss récidive avec Barbe-Grise en 1964, un récit où il met en scène sur un mode pastoral et picaresque une humanité devenue stérile à la suite de l'usage d'armes bactériologiques. Tous les protagonistes sont déjà vieux, proches de la mort. Paradoxalement le livre est une célébration de la vie qui met à jour l'obsession de Brian Aldiss pour le thème de l'immortalité.
La même année il crée le premier magazine de critique de SF Science Fiction Horizons qui ne durera que deux numéros mais auxquels participeront des auteurs comme James Blish, C. S. Lewis, Kingsley Amis et William S. Burroughs.
Grâce à la liberté éditoriale que lui octroie la revue New Worlds, animée par Michael Moorcock à partir de 1963, Brian Aldiss va alors suivre une direction franchement expérimentale dans son écriture, marquée par l'influence du nouveau roman (les descriptions « objectales » jusqu'à l'obession de Report On Probability A), ou par le psychédélisme de la contre-culture (l'halluciné Barefoot in the Head, situé dans un futur proche dans une Europe chaotique, où un trafiquant de LSD finit par accéder, après des scènes délirantes de sexe et de violence, à une vie contemplative qui le transformera en arbre. Ce texte critique envers la civilisation occidentale, qui peut donner l'impression d'avoir été écrit sous psychotrope, se rapproche de la démarche de Joyce dans Finnegans Wake). Cryptozoïque marque un retour à une thématique SF plus traditionnelle, mais avec des accents para-dickiens (références aux drogues, à l'univers intérieur) qui en font encore un texte que l'on peut juger énigmatique, sinon obscur.
Les années qui suivent vont le voir revisiter des mythes du genre (Mary Shelley dans Frankenstein délivré en 1973, H. G. Wells dans L'Autre Île du docteur Moreau en 1980, et plus tard Bram Stoker dans Dracula délivré, en 1991). Et tandis que la new wave reflue, Brian Aldiss se consacre à un cycle semi-autobiographique : les aventures tragi-comiques de son alter ego Horatio Stubbs, où il évoque sa jeunesse dans les familles guindées et répressives de l'Angleterre d'avant-guerre, ainsi que son expérience de la guerre. Le premier roman de la série, Un petit garçon élevé à la main (1970) devient un best-seller, et le volume suivant voit Brian Aldiss devenir un personnage public en Angleterre. Élu président de la Society of Authors (Société des gens de lettres), Brian Aldiss est alors accaparé par de nombreuses obligations officielles.
Il revient néanmoins à la science-fiction au début des années 1980 avec une trilogie d'une grande ambition, qu'il considère comme son magnum opus : Helliconia, un livre-univers d'une richesse et d'une cohérence à l'égal des célèbres univers inventés du Cycle de Dune, de Frank Herbert, et des Cantos d'Hypérion, de Dan Simmons. L'esprit en est cependant fondamentalement différent, Brian Aldiss privilégiant la socio-histoire à la figure du héros sur qui l'avenir d'un monde repose. Dit autrement, les « ficelles » romanesques d'une intrigue à rebondissements sont mises à distance au profit d'une méditation systémique. Par ailleurs, Brian Aldiss introduit une mise en abyme du regard de son lecteur qui interdit une immersion « naïve » (et donc une jouissance complète ?) dans la « réalité secondaire » de son monde inventé (cf. les Terriens de la station orbitale Avernus, qui observent les Helliconiens sans jamais intervenir dans le cours des événements). Ces raisons peuvent expliquer sans doute pourquoi cette œuvre n'a pas atteint le même degré de popularité que Dune et Hypérion. Elle est néanmoins considérée comme un des sommets du genre (et tout particulièrement lorsqu'on parle de planet opera).
À l'âge de 75 ans, fidèle à sa manière humaniste, Brian Aldiss publie Mars blanche. Cette histoire d'une colonie scientifique installée sur Mars, qui se retrouve radicalement isolée à la suite de l’effondrement économique de la Terre, lui permet de marier son goût pour la prospective scientifique et de réfléchir sur l’utopie, la violence et la loi, la communication, l’évolution et l’espèce humaine.
Brian Aldiss a collaboré avec Stanley Kubrick sur l'adaptation de sa nouvelle intitulée Les Supertoys durent tout l'été (publiée en 1969). Cela a servi de base au film A.I. Intelligence artificielle, tel qu'il a été réalisé par Steven Spielberg. La nouvelle est disponible dans les recueils Supertoys (2001) et L'Instant de l'éclipse (1970).
Le roman Terrassement (traduction française du terme anglais Earthwork) de Brian Aldiss est régulièrement cité comme une des sources d'inspiration du land art américain, mouvement artistique né au milieu des années 1960 et regroupant des artistes comme Robert Smithson, Michael Heizer, Walter De Maria, Nancy Holt, etc.

## Distinctions
Brian Aldiss a été décoré de l'ordre de l'Empire britannique en 2005 pour services rendus à la littérature.

## Œuvre
Brian Aldiss est l'auteur de très nombreux romans et nouvelles. Cet article ne constitue pas une bibliographie exhaustive.

### Romans de science-fiction

#### Trilogie d'Helliconia
1. Le Printemps d'Helliconia, Robert Laffont, 1984 ((en) Helliconia Spring, 1982), trad. Jacques Chambon, 444 p.  (ISBN 2-221-01020-5)Prix British Science Fiction du meilleur roman 1982. Réédition, Le Livre de poche, coll. « Science-Fiction » no 7104, 1989, 576 p. (ISBN 2-253-04908-5)
2. Helliconia, l'été, Robert Laffont, 1986 ((en) Helliconia Summer, 1983), trad. Jacques Chambon, 448 p.  (ISBN 2-221-01158-9)Réédition, Le Livre de poche, coll. « Science-Fiction » no 7108, 1989, 576 p. (ISBN 2-253-04961-1)
3. L'Hiver d'Helliconia, Robert Laffont, 1988 ((en) Helliconia Winter, 1985), trad. Jacques Chambon et Hélène Collon, 344 p.  (ISBN 2-221-05591-8)Prix British Science Fiction du meilleur roman 1985. Réédition, Le Livre de poche, coll. « Science-Fiction » no 7128, 1990, 512 p. (ISBN 2-253-05438-0)

#### Romans indépendants
- Croisière sans escale, Denoël, coll. « Présence du futur » no 29, 1959 ((en) Non-Stop, 1958), trad. Michel Deutsch, 256 p.Réédition dans une traduction révisée par André-François Ruaud, Gallimard, coll. « Folio SF » no 290, 2007, 416 p. (ISBN 978-2-07-034472-7)
- L'Interprète, OPTA, coll. « Galaxie-bis » no 65, 1980 ((en) X for Exploitation, 1960), trad. C. et L. Meistermann, 224 p.  (ISBN 2-7201-0118-4)Le texte original publié en anglais en 1960 sous le titre X for Exploitation et aux États-Unis sous le titre Bow Down to Nul a été ré-édité en 1969 sous le titre The Interpreter
- Le Monde vert, J'ai lu, coll. « Science-Fiction » no 520, 1974 ((en) Hothouse, The Long Afternoon of Earth, 1962), trad. Michel Deutsch, 320 p.Ce roman est composé, à l'origine, de cinq nouvelles qui ont collectivement obtenu le prix Hugo de la meilleure nouvelle courte 1962. Réédition, Le Livre de poche no 7179 1995, 256 p. (ISBN 2-253-07179-X) ; réédition, Terre de Brume, coll. « Poussière d'étoiles », 2007, 224 p. (ISBN 978-2-84362-353-0) ; réédition, Gallimard, coll. « Folio SF » no 328, 2009, 336 p. (ISBN 978-2-07-035571-6)
- Barbe-Grise, Denoël, coll. « Présence du futur » no 95, 1966 ((en) Greybeard, 1964), trad. Claude Saunier, 240 p.
- Terrassement, Librairie des Champs-Élysées, coll. « Le Masque Science-fiction » no 85, 1979 ((en) Earthworks, 1965), trad. Françoise Maillet, 256 p.  (ISBN 2-7024-0840-0)
- Cryptozoïque, Calmann-Levy, coll. « Dimensions SF » no 24, 1977 ((en) An Age, Cryptozoic, 1967), trad. Dominique Abonyi, 256 p.  (ISBN 2-7021-0172-0)Réédition, Pocket, coll. « Pocket Science-fiction » no 5240 1986, 256 p. (ISBN 2-266-01834-5)
- (en) Barefoot in the Head Faber, 1969
- Frankenstein délivré, OPTA, coll. « Anti-mondes » no 17, 1975 ((en) Frankenstein Unbound, 1973), trad. Jacques Polanis, 256 p.  (ISBN 2-7201-0007-2)Réédition, Pocket, coll. « Pocket Science-fiction » no 5031 1978, 256 p. (ISBN 2-266-00591-X) ; réédition, Mnémos, coll. « Hélios » no 75, 2017, 320 p. (ISBN 978-2-35408-573-5)
- L'Heure de 80 minutes, Calmann-Levy, coll. « Dimensions SF » no 11, 1974 ((en) The Eighty-Minute Hour, 1974), trad. Barthélemy de Lesseps, 304 p.
- La Mauvaise Tête, Denoël, 1979 ((en) Brothers of the Head, 1977), trad. Jean Bonnefoy, 120 p.
- L'Autre Île du Dr Moreau, J'ai lu, coll. « Science-Fiction » no 1292, 1982 ((en) Moreau's Other Island, 1980), trad. Jacques Chambon, 224 p.  (ISBN 2-277-21292-X)Réédition, Le Livre de poche, coll. « Science-Fiction » no 7188, 1996, 224 p. (ISBN 2-253-07188-9)
- Ruines, Belfond, coll. « Micro-romans », 1988 ((en) Ruins, 1987), trad. Marie-Françoise Cachin, 96 p.  (ISBN 2-7144-2219-5)
- (en) Dracula Unbound, 1990
- À l'est de la vie, Métailié, coll. « Bibliothèque anglo-saxonne », 1999 ((en) Somewhere East of Life, 1994), trad. Serge Quadruppani, 432 p.  (ISBN 2-86424-300-8)Réédition, Le Livre de poche, coll. « Science-Fiction » no 7263, 2005, 640 p. (ISBN 2-253-10864-2)
- Mars blanche ou la Libération de l'esprit : Utopie du XXIe siècle, Métailié, coll. « Bibliothèque anglo-saxonne », 1999 ((en) White Mars Or, The Mind Set Free, 1999), trad. Daniel Lemoine, 324 p.  (ISBN 2-86424-380-6)Écrit avec Roger Penrose.
- Super État : L'Union européenne dans quarante ans, Métailié, coll. « Bibliothèque anglo-saxonne », 2002 ((en) Super State, a Novel of the European Union Forty Years Hense, 2002), trad. Daniel Lemoine, 228 p.  (ISBN 2-86424-442-X)

### Recueils de nouvelles de science-fiction
- L'Espace, le Temps et Nathanaël, Denoël, coll. « Présence du futur » no 39, 1962 ((en) Space, Time and Nathaniel, 1957), trad. Michel Deutsch, 240 p.
  - Introduction ((en) Introduction)
  - T ((en) T)
  - Fleur de terre ((en) Our Kind of Knowledge)
  - Psychlope ((en) Psychlops)
  - Procès ((en) Conviction)
  - À perpétuité ((en) Not For an Age)
  - Pour battre les Shubshubs ((en) The Shubshub Race)
  - Archives criminelles ((en) Criminal Record)
  - Le Peuple de l'échec ((en) The Failed Men)
  - Supercité ((en) Supercity)
  - Le Mascaret ((en) There is a Tide)
  - Pogsmith ((en) Pogsmith)
  - Hors les murs ((en) Outside)
  - Reflets ((en) Panel Game)
  - Mimodrame ((en) Dumb Show).
- Équateur, Denoël, coll. « Présence du futur » no 58, 1962, trad. Stéphane Rouvre, 240 p.
  - Équateur ((en) Equator / Vanguard from Alpha)
  - Trois en un ((en) Three's a cloud / The Unbeaten Track)
  - Qui peut remplacer un homme ? ((en) Who can replace a man? / But who can replace a man?)
  - Conscience, instinct divin ((en) Gene hive / Journey to the Interior)
  - Le Secret de la grande ville ((en) Secret of a Mighty City / Have Your Hatreds Ready)
  - La Nouvelle Amibe ((en) Visiting Amoeba / What Triumphs?)
- Airs de Terre, Denoël, coll. « Présence du futur » no 81, 1965 ((en) The Airs of Earth, 1963), trad. Michel Deutsch, 240 p.
  - Introduction à l'édition anglaise ((en) Introduction)
  - La Métamorphose de Derek Ende ((en) A kind of Artistry)
  - Le Métier de soldat ((en) How to be a soldier)
  - Base de négociation ((en) Basis for Negociation)
  - Esquilles ((en) Shards)
  - Un amour sans pareil ((en) "O Moon of My Delight!")
  - Le Sourire des nations ((en) The International Smile)
  - Être un dieu ((en) The Game of God).
- L'Instant de l'éclipse, Denoël, coll. « Présence du futur » no 159, 1973 ((en) The Moment of Eclipse, 1970), trad. Bruno Martin, 256 p.Prix British Science Fiction du meilleur roman 1971
  - L'Instant de l'Eclipse ((en) The Moment of Eclipse)
  - Le Jour de l'embarquement pour Cythère… ((en) The Day we Embarked for Cythera)
  - L'Orgie des vivants et des mourants ((en) The Orgy of the Living and the Dying)
  - Des jouets pour l'été ((en) Super-Toys Last All Summer Long)Adaptée au cinéma en 2001 par Steven Spielberg sous le titre A.I. Intelligence artificielle, sur une idée de Stanley Kubrick
  - Le Filou du village ((en) The Village Swindler)
  - En redescendant la spirale… ((en) Down the Up Escalator)
  - Entre l'art et la vie ((en) That Uncomfortable Pause Between Life and Art…)
  - Confluence ((en) Confluence)
  - Les Écrits secrets de Harad IV ((en) Heresies of the Huge God)
  - La Circulation sanguine… ((en) The Circulation of the Blood)
  - ... et l'inertie du cœur ((en) ...and the Stagnation of the Heart)
  - Le Ver qui vole ((en) The Worm that Flies)
  - Sur les chantiers astronavals ((en) Working in the Spaceship Yards)
  - Svastika ! ((en) Svastika!).
- Nouveaux venus, vieilles connaissances, Denoël, coll. « Présence du futur » no 312, 1980 ((en) New Arrivals Old Encounters, 1979), trad. Roland Delouya, 224 p.
- Le Livre d'or de la science-fiction : Brian Aldiss, Pocket, coll. « Le Livre d'or de la science-fiction » no 5150, 1982, 352 p.  (ISBN 2-266-01210-X)
- Supertoys, Métailié, coll. « Bibliothèque anglo-saxonne », 2001 ((en) Supertoys Last All Summer Long and Other Stories of Future Time, 1970), trad. Catherine de Léobardy, 220 p.  (ISBN 2-86424-394-6)Édité à l'occasion de la sortie du film A.I. Intelligence artificielle
  - Les Supertoys durent tout l'été ((en) Supertoys Last All Summer Long, 1969)
  - Les Supertoys quand arrive l'hiver ((en) Supertoys when Winter Comes, 2001)
  - Supertoys les autres saisons ((en) Supertoys in Other Seasons, 2001)
  - Le Bonheur à l'envers : Trois genres de solitude ((en) Happiness in Reverse - Three Types of Solitude, 2001)
  - L'Idée fixe : Trois genres de solitude ((en) A Single-Minded Artist - Three Types of Solitude, 2001)
  - Les Cubes parlants : Trois genres de solitude ((en) Talking Cubes - Three Types of Solitude, 2001)
  - La Vieille Mythologie ((en) The Old Mythology, 2001)
  - Sans tête ((en) Headless, 1994)
  - Rien dans la vie n'est jamais suffisant ((en) Nothing in Life Is Ever Enough, 2000)
  - Une affaire de mathématiques ((en) A Matter of Mathematics, 2001)
  - Le Bouton "Pause" ((en) The Pause Button, 1997)
  - Steppenpferd ((en) Steppenpferd, 2000)
  - La Capacité cognitive et l'Ampoule électrique ((en) Cognitive Ability and the Light Bulb, 2000)
  - La Société secrète ((en) Dark Society, 1996)
  - Galaxie Zed ((en) Galaxy Zee, 2001)
  - Les Merveilles d'Utopie ((en) The Marvels of Utopia, 2001)
  - Devenir le parfait papillon ((en) Becoming the Full Butterfly, 1995)
  - Un Mars plus blanc ((en) A Whiter Mars : a Socratic Dialogue of Times to Come, 1995)
  - Un nouvel apogée ((en) Apogee Again, 2000)
  - III ((en) III, 2001)
  - Le Bœuf ((en) Beef, 2001).

### Nouvelles de science-fiction publiées en français
Par ordre chronologique de parution.
- L'Impossible Étoile, éditions OPTA, coll. « Galaxie » no 2, 1964 ((en) The Impossible Star, 1963), trad. Pierre BillonRéédition dans le recueil Histoires de voyages dans l'espace, Le Livre de poche, coll. « La Grande Anthologie de la science-fiction », no 3780, 1983
- L'Arbre à salive, Denoël, coll. « Étoile double » no 5, 1984 ((en) The Saliva Tree: And Other Strange Growths, 1966), trad. Paul Alpérine et Michel LedererPrix Nebula du meilleur roman court 1965
- L’Autre Jungle, 1966 ((en) Jungle Substitute, 1964)
- Les Écrits secrets de Harad IV, 1973 ((en) Heresies of the huge god, 1966)Rééditée sous le titre Les Hérétiques du Dieu Colosse en 1983 dans l'anthologie Histoires divines
- La Tour des damnés, 1968 ((en) Total Environment, 1968)Rééditée en 2013 par Le Passager clandestin coll. « Dyschroniques »
- La Nuit où se produisit la grande fuite du temps, 1975 ((en) The Night That All Time Broke Out, 1967)
- Aucun danger pour le chasseur, 1984 ((en) The Hunter at His Case, 1970)
- Quant à notre fatale continuité… (1972)
- Serpent brûlant sur un autel, 1973 ((en) Serpent Burning on an Altar, 1973)

### Romans de littérature générale (non exhaustif)

#### Saga de Horacio Stubbs
1. Un petit garçon élevé à la main, Henri Veyrier, coll. « Off », 1977 ((en) The Hand-Reared Boy, 1970), trad. Jean-Pierre Carasso, 196 p.  (ISBN 2-85199-158-2)Réédition, Le Livre de Paris, coll. « Club pour vous Hachette », 1979, 190 p. (ISBN 2-245-01193-7) ; réédition, Euredif, coll. « Playboy Science fiction » no 16, 1984, 189 p. (ISBN 2-7167-1158-5) ; réédition, Métailié, coll. « Bibliothèque anglo-saxonne », 2002, 150 p. (ISBN 2-86424-422-5)
2. Soldat, lève-toi… ou les Nouvelles Aventures d'un petit garçon élevé à la main, Henri Veyrier, coll. « Off », 1978 ((en) The Soldier Erect or Further adventures of the hand-reared boy, 1971), trad. Jean-Pierre Carasso, 258 p.  (ISBN 2-85199-173-6)Réédition, Métailié, coll. « Bibliothèque anglo-saxonne », 2002, 274 p. (ISBN 2-86424-423-3)
3. Un rude réveil, Henri Veyrier, coll. « Off », 1979 ((en) A Rude Awakening, 1978), trad. Jean-Pierre Carasso, 290 p.  (ISBN 2-85199-190-6)Réédition, Métailié, coll. « Bibliothèque anglo-saxonne », 2002, 275 p. (ISBN 2-86424-424-1)

#### Romans indépendants
- La Mamelle de Némésis, Métailié, coll. « Bibliothèque anglo-saxonne », 2001 ((en) The Cretan Teat, 2000), trad. Geneviève Leibrich, 204 p.  (ISBN 2-86424-379-2)
- Jocaste, Métailié, coll. « Bibliothèque anglo-saxonne », 2006 ((en) Jocasta, 2002), trad. Catherine de Léobardy, 216 p.  (ISBN 2-86424-575-2)